# فرودگاه گلندن
فرودگاه گلندن (به انگلیسی: Glendon Airport) یک فرودگاه خصوصی است که یک باند فرود چمن دارد و طول باند آن ۶۷۱ متر است. این فرودگاه در کشور کانادا قرار دارد و در ارتفاع ۵۵۹ متری از سطح دریا واقع شده‌است.